# Anatotitan copei
Anatotitan copei ("Copes anktitan") är en art av dinosaurier som tillhör släktet Anatotitan från slutet av kritperioden i det som idag är Nordamerika. Den var en väldigt stor fågelhöftad dinosaurie, då den nådde upp till 12 meter i längd. Dessutom hade den ett extremt långt och lågt kranium. Anatotitan uppvisar ett av de mest slående exemplaren av "anknäbbar" som är vanlig hos hadrosaurier.
Återstoder av Anatotitan har bibehållits i Hell Creek- och Lance-formationerna, vilka tidsbestäms till yngre maastrichtskedet under yngre krita. Detta tidsskede representerar de sista tre miljoner åren innan dinosauriernas utdöende (68 till 65 miljoner år sedan). Man har hittat tre kranier, och holotypen består av ett komplett skelett.

## Fynd
Huvudartikel:Anatotitan
De första fossilen av Anatotitan copei bestod av ett komplett kranium och skelett som hittades år 1882 av den berömde amerikanske paleontologen Edward Drinker Cope. Han placerade kvarlevorna inom släktet Diclonius. Härifrån har vägen varit lång till dagens namn, Anatotitan copei, med synonymbildningar och ändrade namn genom ett helt århundrade. Slutligen skapade paleontologerna Ralph Chapman och Michael Brett-Surman år 1990 namnet Anatotitan, vilket kommer från latinets anas, som betyder 'anka', och grekiskans Titan, en ras av mytologiska gudalika jättar. Detta namn hänvisar både till djurets storlek samt till dess breda "anknäbb". Den fick heta copei för att hedra E. D. Cope då det var han som fann de första lämningarna.

### Klassificering
Idag fortsätter diskussionen om Anatotitan copei skall tillhöra sitt eget släkte eller om den skall vara en art av släktet Edmontosaurus. Vissa forskare tror att exemplaren av Anatotitan faktiskt är individer tillhörande arten Edmontosaurus annectens, vars kranium krossats under bevarandet och därmed verkar vara mycket längre och lägre än det verkligen var (Horner o. a., 2004).
Vare sig Anatotitan och Edmontosaurus var separata släkten eller inte, var de båda mycket nära släkt med varandra och båda medlemmar av underfamiljen Hadrosaurinae inom familjen Hadrosauridae.